# Маннелли, Пьетро
Пьетро Маннелли (итал. Pietro Mannelli; 8 августа 1896, Сан-Романо (провинция Пиза — 4 декабря 1972 Рим) — итальянский военный деятель

## Биография
Во время Первой мировой войны служил в австрийской армии в чине лейтенанта. Вместе с Габриеле Д’Аннунцио участвовал в захвате Фиуме.
С октября 1920 года член PNF, секретарь партии в Сан-Романо. В 1922 году участвовал в «Походе на Рим». (1 февраля 1923 года вступил в MUSN).
Учился в университете Рима, изучал химию (в 1927 году сдал экзамен). В 1927 году вступил в MVSN как командир VII легиона «Antiaerea»(ПВО) во Флоренции. С 1931 года командир 11 легиона «Альпина» в Турине.
В 1935 году уехал воевать в Эфиопию. В декабре 1936 года вернулся в Италию. Как командир группы батальона итальянских добровольцев послан в Испанию. Вскоре начальник штаба учебного и рекрутингового центра в Вальядолиде. В мае 1939 года вернулся в Италию.
С 15 июня 1940 года в штабе VI армейского корпуса в Болонье. Вскоре командир группы легионов MVSN во Флоренции. С февраля 1941 года в штабе IV армейского корпуса в Албании. С июня 1941 года в Бенгази как командир группы легионов MVSN. С октября 1942 до июля 1943 года — генерал-инспектор университетской милиции Рима. В 1943—1944 годах — командир группы батальонов MVSN «Да Сбарко» во Франции. Генерал-майор.
Осенью 1943 года вернулся в Италию и назначен инспектором по вербовке итальянских добровольцев. С 24 марта 1944 года бригадефюрер СС. С 24 марта 1944 по 25 апреля 1945 года инспектор добровольческих соединений СС в Италии. Первый командир 29 итальянской дивизии СС (в сентябре 1944 году).
Награды: германский «Орден орла» с мечами 2 класса.
29 апреля 1945 года арестован как «капитан Адельмо» и доставлен в тюрьму Комо. Осуждён на длительный срок лишения свободы.
Умер 4 декабря 1972 года в Риме в возрасте 76 лет.